# 전민희
전민희(1975년 10월 22일 ~ )는 대한민국의 판타지 소설 작가이다. 1990년대 말 나우누리에 연재한 세월의 돌을 통해 데뷔했다.
휘경여고와 건국대학교 정치외교학과를 졸업했다. 특유의 미려한 문체가 특징이다. 세월의 돌 후속작인 태양의 탑을 연재하던 중, 표지를 만든 일러스터가 표절했음이 밝혀져 그 때문에 계약이 파기되어 한동안 태양의 탑은 집필을 중단하게 된다. 그 후 제우미디어 출판사와 계약한 후 소프트맥스와 함께 기획한 룬의 아이들 시리즈를 새로이 집필했고, 2015년 1부 윈터러와 2부 데모닉까지 완간되었다. 데모닉 집필 중간인 2004년부터 첫 작품 세월의 돌을 개정해서 출간하기도 했다. 2019년 룬의 아이들 2부가 개정판으로 완결되었다. 현재는 룬의 아이들 3부 집필 중이다.

## 작품

### 아룬드 연대기시리즈
- 3부《세월의 돌》1999-2000년 출간 [자음과모음, 전 10권 완간]
- 1부《태양의 탑》2000-2001년 출간 [자음과모음 미완], 2009년- 개정판 출간 [제우미디어, 출간중]
- 2부 (제목 미정)
- 2.5부 (제목 미정)
- 4부 (제목 미정)

세월의 돌과 태양의 탑은 아룬드 연대기라는 이름으로 이어질 같은 세계의 이야기에 속한다. 이는 5부작으로 다뤄질 것이라고 한다. 세월의 돌 집필 이후 태양의 탑을 집필하다가 출판사의 계약 위반으로 인해 5권에서 멈추고, 룬의 아이들 집필과 세월의 돌 개정작업에 들어갔다. 이후 2009년 4월 개정작업이 완료되면서 2009년부터 태양의 탑이 재집필 되고 있다.

### 룬의 아이들시리즈
- 《룬의 아이들: 윈터러》2001-2002년 출간 [제우미디어, 전 7권 완간]

```
    ◦외전 - 《어린 보호자》: 윈터러 개정판과 함께 출간된 애장판에만 수록되어 있다.
```

- 《룬의 아이들: 데모닉》2003-2007년 출간 [제우미디어, 전 8권 완간]

룬의 아이들은 아룬드 연대기처럼 큰 시리즈의 제목이고, 룬의 아이들시리즈 내에 여러 편의 소설이 포함된다. 룬의 아이들: 윈터러는 '보리스 진네만'을 주인공으로 한 소설로, 전 7권으로 완결되었다. 룬의 아이들: 데모닉은 '조슈아 폰 아르님'을 주인공으로 한 소설로, 2007년 2월 20일 완결인 8권이 나왔다.
드라마틱 MMORPG 테일즈위버 홈페이지에 한 때 게재되었던 동영상 인터뷰에서는, “3부가 예정되어 있으며, 3부는 윈터러와 데모닉에 출연했던 인물들과 수년 뒤 겪게될 공화정과 왕정의 대립구도에 대한 이야기를 진행할 것으로 구상하고 있다.”는 언급이 있었다.
2013년 도쿄 한국문화원 자료에 따르면 일본에서 가장 많이 팔린 한국 소설이 전민희의 룬의 아이들이라 한다.

### 일본 내 우리 소설의 인기는?
- (한국어) SBS뉴스

### 아키에이지 원작 소설시리즈
- 《전나무와 매》2011년 출간 [제우미디어, 출간중]
- 《상속자들(상)》
- 《상속자들(하)》

### 단편
- 〈눈의 새〉 - 2010년 12월, 네이버캐스트, 오늘의 문학. 네이버캐스트 오늘의 문학에 투고된 단편 소설. MMORPG 《아키에이지》의 세계가 무대다.
- 《아키에이지》의 세계관에 등장하는 종족 중 '누이안'의 조상인 '키프로사 데이어(Cyprusa Daeior)'가 주인공이다.

## 관련 내용
작가의 거의 모든 작품에 걸쳐 '패러렐'과 유사한 구조가 등장한다. 세월의 돌에서는 200년 전과 현재의 사건이 비슷한 양상을 보이며 전개되고 있고, 룬의 아이들: 데모닉에서는 주인공의 조상과 주인공의 이야기가 그렇다. 두 작품 모두 주인공의 조상과 밀접하게 관련된다(세월의 돌-에제키엘 나르시냐크, 룬의 아이들 데모닉-초대 아르님 공작). 이런 구조가 작품의 깊이를 더해주고 있다.
또한 '점술'과 '별자리'와 '타로'의 부분이 각각 세월의 돌, 룬의 아이들-데모닉, 태양의 탑에 순서대로 나타난다. 세월의 돌에서는 구체적으로 등장하지 않던 점술에 대한 막연한 부분이 태양의 탑과 데모닉을 거치며 점점 구체화된다. 이것이 소설의 내용과 밀접한 관련이 있다.
태양의 탑의 각 장의 제목은 타로 카드의 메이저 아르카나 중 몇 장의 카드의 이름으로 되어 있는데, 이는 각 카드의 의미와 소설 내용의 연관성을 보인다.(메이저 아르카나는 원래 운의 내용이 '강한' 사람의 점을 칠 때에 나타나게 되는 카드다.)

## 그 외 여러 가지
- 2013년 로도스도 전기로 유명한 미즈노 료와 대담을 가진 적이 있다.
이것을 어떤 사람이 한글로 번역한 것도 있다.
- 2013년 FAQ를 자신의 블로그에 게시하였다.
- 2015년 블로그 댓글로 여러 질문에 대한 답변을 하였다.